# 加利西亞大西洋群島國家公園
加利西亞大西洋群島國家公園是位於西班牙加利西亞的一座國家公園，也是加利西亞唯一的一座國家公園。加利西亞大西洋群島國家公園涵蓋謝斯群島、翁斯群島及其他島嶼，陸地面積是1194.8公頃，海洋面積7285.2公頃，是西班牙遊客數第10多的國家公園和第13個成立的國家公園。

## 生态
这个海洋-陆地生态系统拥有广阔的照葉林，海藻种类超过200种。其他的重要植物包括珊瑚和银莲花。公园的动物群有刀嘴海雀、鯨、虎鯨、海豚和稀有的姥鲨。

## 图集

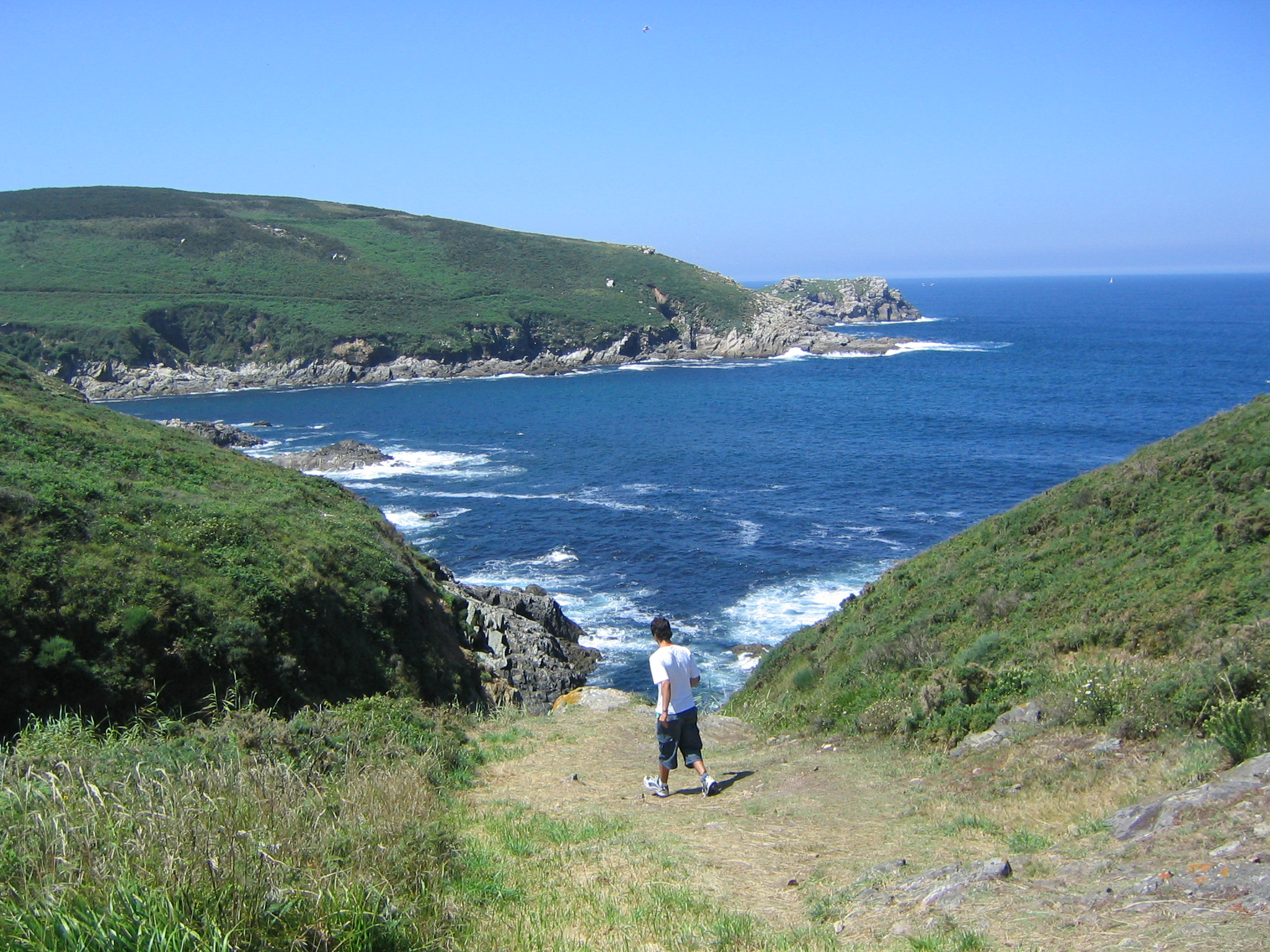
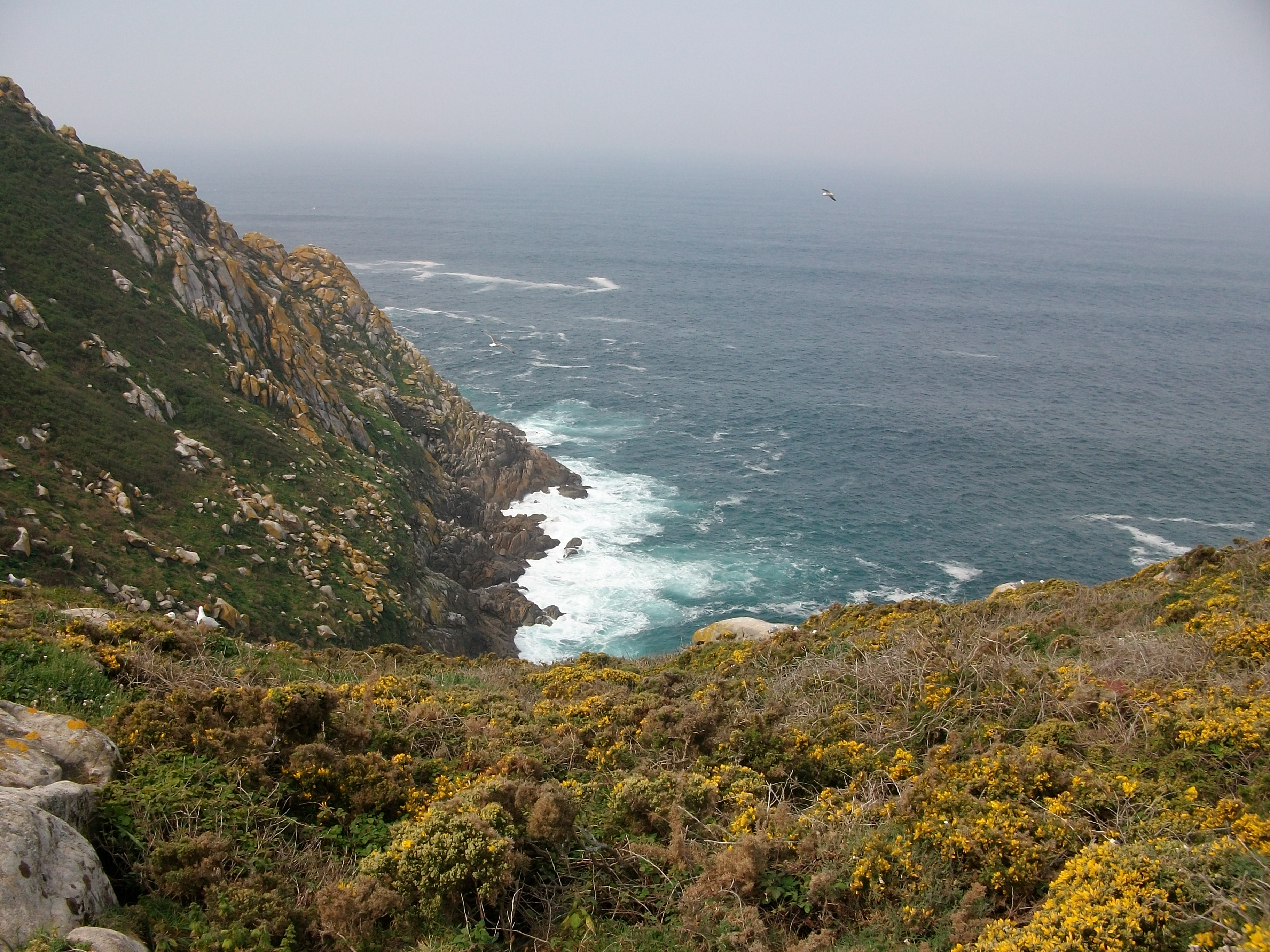
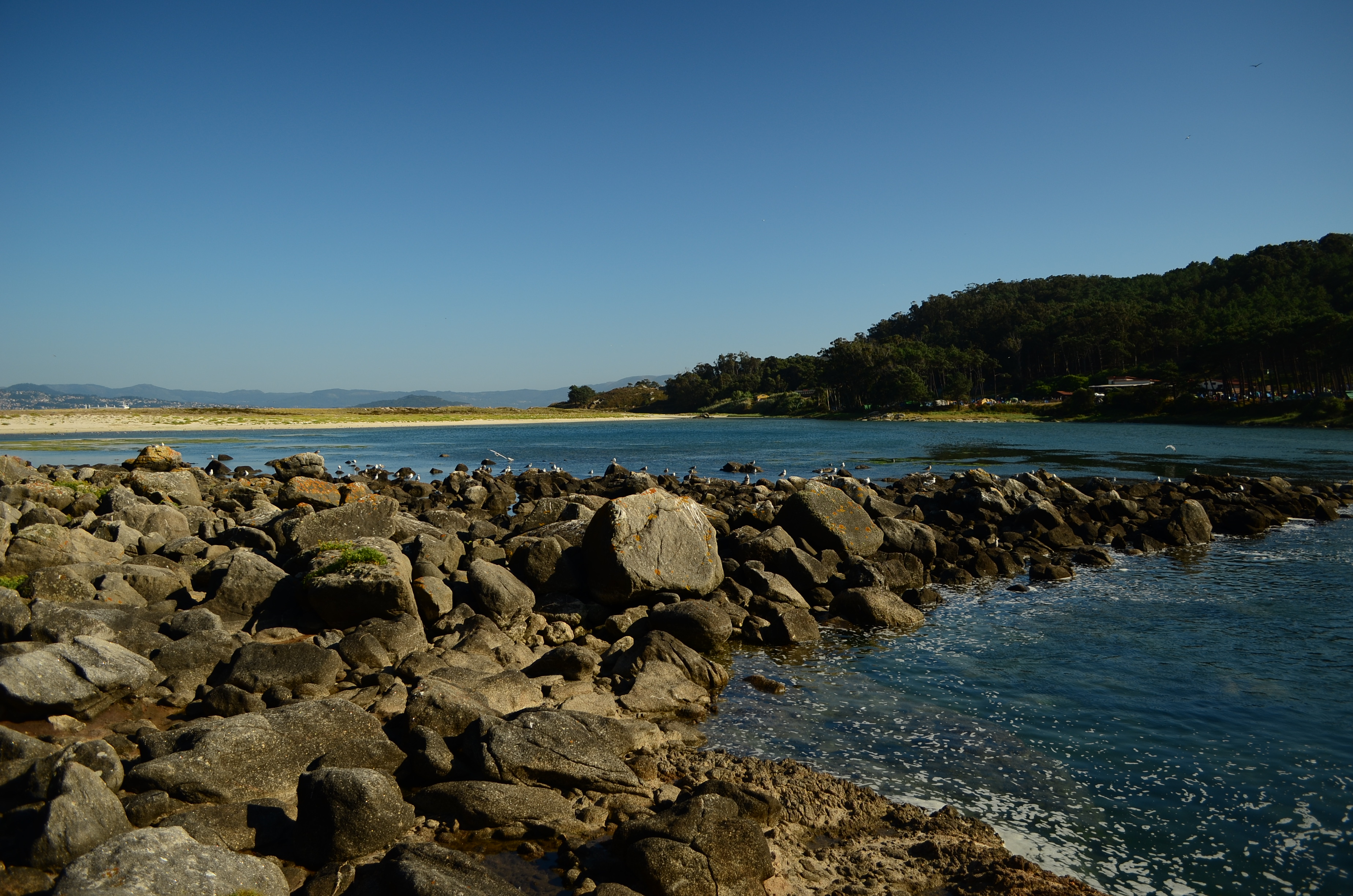
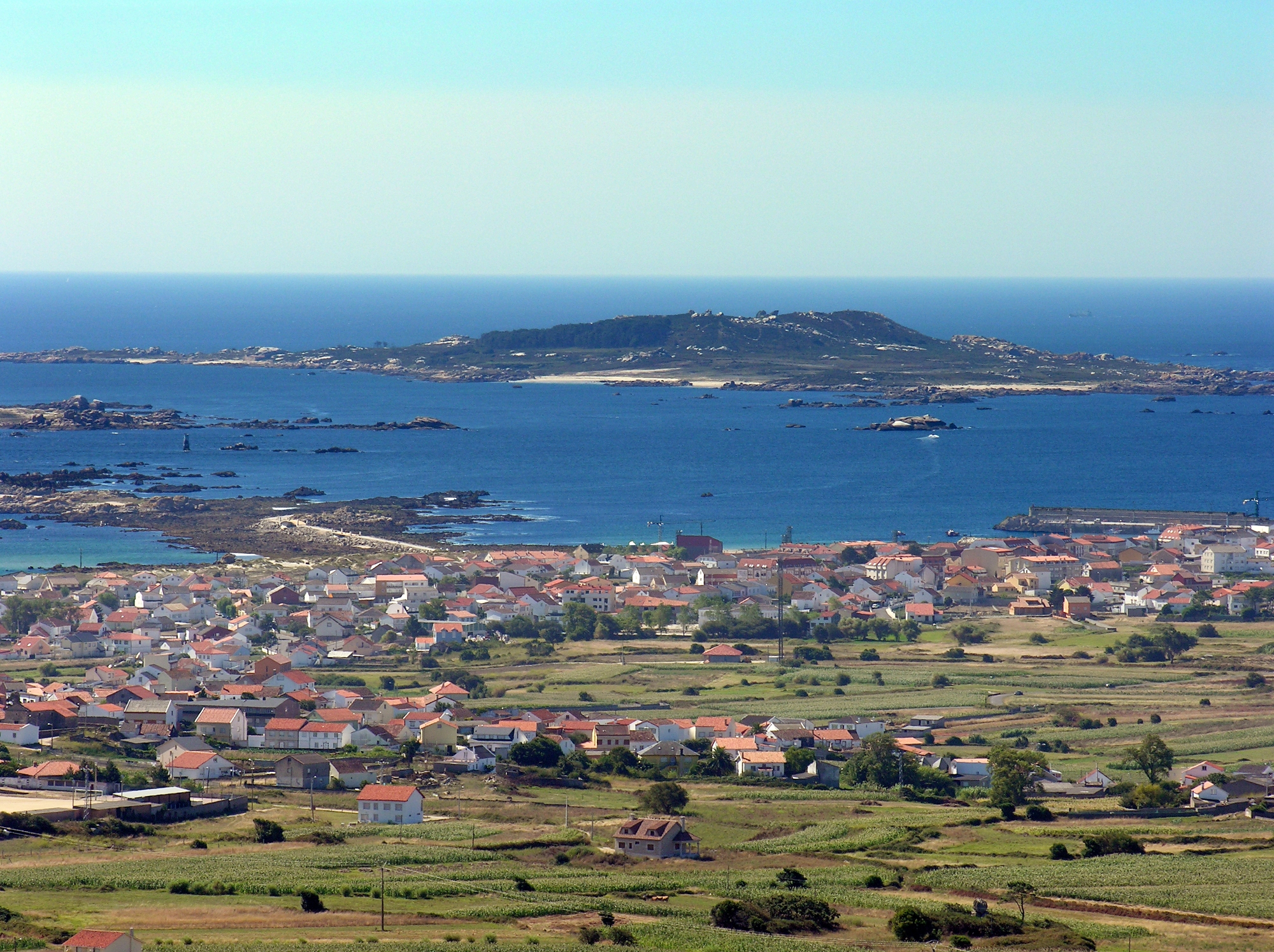